# Россия в 1905—1907 гг.: Энциклопедия
«Россия в 1905—1907 гг.: Энциклопедия» (или Энциклопедия «Россия в 1905—1907 гг.») — универсальная, междисциплинарная энциклопедия истории России периода 1905—1907 годов. Лауреат российской Национальной премии «Лучшие книги и издательства — 2016» в номинации «Энциклопедии», лауреат конкурса Издательского совета Московского патриархата «Просвещение через книгу» 2017 года в номинации «Лучшее справочное и краеведческое издание».
Авторы энциклопедии фактически меняют устоявшуюся научную парадигму: вместо «изучения революции в России» — рассмотрение «истории России в годы революции».
Выходные данные книги: Россия в 1905–1907 гг.: Энциклопедия / Отв. ред. В. В. Журавлёв. — М.: Политическая энциклопедия, 2016. — 1196 с. — 1000 экз. — ISBN 978-5-8243-2060-2..

## История создания
Идея создания энциклопедии «Россия в 1905—1907 гг.» принадлежит лауреату Государственной премии РФ В. В. Журавлёву, ставшему ответственным редактором издания. Выход книги явился совместным проектом издательства «РОССПЭН» и Института общественной мысли.
Авторы энциклопедии предприняли попытку осмыслить развитие России во всём многообразии, рассмотреть «многогранную и диалектически противоречивую целостность жизни российского общества» в годы Первой российской революции: при этом «революция не только не отодвигается на второй план, а становится своего рода стержнем, объединяющим разнородные на первый взгляд сюжеты».

## Описание
Энциклопедии «Россия в 1905—1907 гг.» по своему «широчайшему тематическому охвату», содержательным характеристикам и исследовательским стратегиям «близка к жанру коллективной мега-монографии». В ней рассматриваются «практически все стороны жизни социума».
Энциклопедия междисциплинарна. В ней содержатся результаты исследований по историографии, археографии, источниковедения, социальной психологии в области изучения социально-политических и культурных процессов, проходивших в России в начале XX века. В ней узловые события и процессы эпохи рассматриваются «в широчайшем контексте политических, экономических и культурных событий». В статьях освещаются наиболее значимые события, политические и общественные институты, средства массовой информации, нормативно-правовые акты, понятия и явления, а также многочисленные персоналии. Заметное место в издании занимают статьи по социально-экономической, интеллектуальной, культурной истории, народному образованию, истории развития промышленности, сельского хозяйства, банковского дела, истории повседневности в период 1905—1907 годов. Сюжеты, связанные с революционными событиями и со взаимоотношениями власти и активных в политическом отношении частей общества, освещаются с позиций различных социальных групп.
Издание содержит визуализирующие эпоху фотографический материал и примеры изобразительного искусства. Фактически оно является «энциклопедией русской жизни» начала XX века. Рассчитана на массового читателя.
Тираж книги — 1 тыс. экз.
Ответственный редактор энциклопедии — главный специалист РГАСПИ В. В. Журавлёв.
По мнению д. ист. н., профессора МГОУ Д. В. Маслова, «выход в свет энциклопедии является без преувеличения ярким событием в отечественном книгоиздании на историческую тематику, фактом не только научно-, но и общественно значимым».

## Награды
- Лауреат Национальной премии «Лучшие книги и издательства — 2016» в номинации «Энциклопедии»[4][1]
- Лауреат конкурса Издательского совета Московского патриархата «Просвещение через книгу» 2017 года в номинации «Лучшее справочное и краеведческое издание»[5]

## Рецензии
- Маслов Д. В. Россия в 1905—1907 гг.: Энциклопедия / Отв. ред. В. В. Журавлёв. — М.: РОССПЭН, 2016. — 1196 с. (рус.) // Вестник Российского фонда фундаментальных исследований. Гуманитарные и общественные науки : Журнал. — 2017. — № 3 (88). — С. 180—184. — ISSN 2587-6090.
- Куренкова Е. А. Россия в 1905—1907 гг.: Энциклопедия / Отв. ред. В. В. Журавлёв. — М.: РОССПЭН, 2016. — 1196 с. (рус.) // Вестник Московского государственного областного университета. Серия: История и политические науки : Журнал. — 2017. — № 5. — С. 269—272. — ISSN 2072-8360. — doi:10.18384/2310-676X-2017-5-269-272.
- Филиппова Т. А. Россия в 1905—1907 гг.: Энциклопедия (рус.) // Российская история : Журнал. — 2018. — № 6. — С. 180—182. — ISSN 0869-5687. — doi:10.31857/S086956870002294-4.